# Manenaua Village
Manenaua Village är en ort i Kiribati.   Den ligger i örådet Kuria och ögruppen Gilbertöarna, i den södra delen av landet, 130 km söder om huvudstaden Tarawa. Manenaua Village ligger 9 meter över havet och antalet invånare är 246. Den ligger på ön Oneeke.
Terrängen runt Manenaua Village är mycket platt. Havet är nära Manenaua Village åt nordväst.  Närmaste större samhälle är Takaeang Village, 19,9 km öster om Manenaua Village. 